# Servicio Aragonés de Salud
El Servicio Aragonés de Salud (Salud) es el organismo encargado del sistema de prestaciones sanitarias  públicas en la comunidad autónoma española de Aragón integrado en el Sistema Nacional de Salud creado en 1986, y que sustituyó al Insalud.

## Historia
Creado el 21 de abril de 1989 como instrumento jurídico que permitía la unificación funcional de todos los centros y servicios sanitarios comunitarias de Aragón, así como para desarrollar los principios inspiradores de la reforma sanitaria en el territorio de esa comunidad autónoma.
En un principio se constituyó de forma que estaba integrado por todos los centros, servicios y establecimientos de la comunidad autónoma, diputaciones, ayuntamientos y otras administraciones territoriales intracomunitarias, siendo gestionado por la Diputación General de Aragón. Las corporaciones locales mantenían un efectivo derecho a participar en el control y gestión a través de los distintos órganos colegiados que se creasen, a cuyo efecto se tuvo en consideración la Ley 7/1985, de 2 de abril, Reguladora de las Relaciones entre la Comunidad Autónoma y las Diputaciones Provinciales de su Territorio.
El Servicio Aragonés de Salud que habría de completarse en el futuro con la asunción de transferencias en asistencia sanitaria respondía no solo a la concepción integral de salud, sino también al establecimiento de las áreas de salud como delimitaciones claves en su organización y de las zonas y centros de salud como elementos básicos en la atención comunitaria a los problemas de salud, cuyo funcionamiento supondría la descentralización de recursos humanos y materiales, así como de las decisiones sobre política sanitaria, a cuyo efecto se establecían los cauces para hacer efectiva la participación democrática de la sociedad en el sistema sanitario.
Como consecuencia de la aplicación la Ley Orgánica 5/1996, de 30 de diciembre, de Reforma del Estatuto de Autonomía de Aragón y de la voluntad de los Gobiernos de España y Aragón, el 13 de marzo de 2001 comenzó a perfilarse el proceso de transferencias a la comunidad autónoma de Aragón de las competencias, que, en materia de asistencia sanitaria venía prestando el Instituto Nacional de la Salud (Insalud). Este proceso coincidió con la reforma de Ley de Financiación de las Comunidades Autónomas de régimen común y con la rúbrica de un acuerdo de financiación autonómica que definió el nuevo marco financiero del sistema
sanitario.
Por otra parte, en enero de 2001, el Gobierno de Aragón asumió las competencias sanitarias, hasta entonces gestionadas por las tres diputaciones provinciales, generando el núcleo en torno al cual se definirá la asistencia socio–sanitaria en Aragón.
Por último, durante el año 2001 se trabajó en tres direcciones.
La primera, conocer la opinión de todos los colectivos sociales sobre el futuro modelo regulador de la asistencia sanitaria de nuestra Comunidad Autónoma, alcanzándose las siguientes conclusiones:
- Mantener el actual modelo de aseguramiento.
- Iniciar acciones destinadas a mejorar la accesibilidad de los ciudadanos a los servicios sanitarios.
- Incrementar la participación de los usuarios en los consejos de salud.
- Dar una importancia capital a la información que la Administración Sanitaria debe proporcionar a los ciudadanos.
- Valorar los programas hospitalarios relacionados con los servicios socio sanitarios.
- Optar a favor del modelo estatutario como marco jurídico de relaciones laborales.

Posteriormente, y con la aprobación de la ley 6/2002, de 15 de abril, de Salud de Aragón, se configura el llamado Sistema de Salud de Aragón, integrado por todos los centros, servicios y establecimientos de la propia comunidad autónoma, diputaciones, ayuntamientos y otras administraciones territoriales intracomunitarias. Dicho Sistema se estructura en niveles progresivos e interrelacionados de atención a la salud, con objeto de responder a las necesidades que el proceso de transferencia de competencias de Sanidad conlleva para la Administración autonómica. Asimismo, la caracterización de la salud como materia de naturaleza multidisciplinar implica la necesidad de atender a cuestiones íntimamente relacionadas con ella, como es la promoción de la salud integral del trabajador o la calidad alimentaria y del medio ambiente, sobre las que existe una alta preocupación social actualmente.
La tercera, fue iniciar conversaciones con las centrales sindicales con objeto de definir el pacto por la Sanidad en Aragón, ya que el proceso de transferencias suponía la integración no solo de la red de centros sanitarios del antiguo Insalud, sino la integración de las plantillas correspondientes, de tal forma que hoy en día alcanzan en torno a los 19000 trabajadores.

## Normativa relacionada
- Ley 14/1986, de 25 de abril General de Sanidad.
- REAL DECRETO 1575/1993, de 10 de septiembre, por el que se regula la libre elección de médico en los servicios de atención primaria de INSALUD.
- Real Decreto 63/1995, de 20 de enero, sobre ordenación de prestaciones sanitarias del Sistema Nacional de Salud.
- REAL DECRETO 8/1996 de 15 de enero, por el que se regula la libre elección de médico especialista.
- LEY 6/2002, de 15 de abril, de Salud de Aragón. Archivado el 27 de junio de 2009 en Wayback Machine.
- LEY 41/2002, de 14 de noviembre, básica reguladora de la autonomía del paciente y de derechos y obligaciones en materia de información documentación clínica. (BOA núm. 274 de 15/11/02).
- DECRETO 83/2003 de 29 de abril, del Gobierno de Aragón, sobre garantía del plazo en la atención quirúrgica del Sistema de Salud de Aragón. (enlace roto disponible en Internet Archive; véase el historial, la primera versión y la última). (BOA núm. 60 de 19/5/03).
- DECRETO 100/2003 de 6 de mayo, del Gobierno de Aragón, por el que se aprueba el Reglamento de Organización y el funcionamiento del Registro de Voluntades Anticipadas. Archivado el 24 de diciembre de 2010 en Wayback Machine. (BOA núm. 64 de 28/5/2003).
- REAL DECRETO 605/2003, de 23 de mayo, por el que se establecen medidas para el tratamiento homogéneo de la información sobre las listas de espera en el Sistema Nacional de Salud. (enlace roto disponible en Internet Archive; véase el historial, la primera versión y la última). (BOE núm. 134 de 5/6/03).